# 菅谷弥生
菅谷 弥生（すがや やよい、11月15日 - ）は、日本の女性声優、ナレーター。千葉県出身。ケルスプロモーション所属。

## 来歴
高校時代にアニメや洋画を見て、職業としての声優に興味を抱いた。
2002年の勝田声優学院（21期生）、2005年の俳協ボイスアクターズスタジオ（27期生）出身。
2006年より東京俳優生活協同組合に所属していたが、2022年1月31日をもって退所。翌2月1日よりケルスプロモーションに移籍し、声優部の責任者兼声優・ナレーターとして所属。

## 人物
声種はソプラノ。
趣味は寺社巡り、登山、朗読。特技は殺陣、空手道（初段）。
資格は診療放射線技師、普通自動車（中型）免許、新選組検定（2級）、会津幕末歴史検定（3級）。
声優養成所に通っていた時、千葉県匝瑳市の九十九里ホーム病院にそのことを隠して入職、のちに勤務時間に影響が出てそのことがわかると、「夢が破れたらいつでも戻っておいで」とパートで再雇用された。退職した後も病院の理事長や同僚らとの関係は良好である。現在も別の健診センターで技師としてアルバイトをしている。

## 出演

### テレビアニメ
2009年
- 君に届け（2009年 - 2010年、女子生徒A、女子中学生A）
- それいけ!アンパンマン（2009年 - 2010年、黒クレヨンマン、ネコ美）

2011年
- 銀魂'（2011年 - 2016年、子供B、侍の子C） - 2シリーズ

2012年
- アイカツ!（2012年 - 2013年、片桐すみれ、夏目アキラ、冴草さなえ）
- エリアの騎士（少年B）
- この中に1人、妹がいる!（キャスター）
- ドラえもん（テレビ朝日版第2期）（2012年 - 2013年、クラスメイト、おばあちゃん、おばさん）

2013年
- 探検ドリランド -1000年の真宝-（神聖騎士カリン）
- 名探偵コナン（2013年 - 2014年、子供、葛城陽子）

2014年
- クレヨンしんちゃん（チームメイトB）
- ディスク・ウォーズ:アベンジャーズ（エド〈エドワード・グラント〉、ストーム）
- ハピネスチャージプリキュア!（相楽真央、OL、おばあさん、和泉先生、相楽誠司〈少年時代〉 他）

2015年
- 金田一少年の事件簿R（第2期）（おばあさん）
- 下ネタという概念が存在しない退屈な世界（善導課職員B）
- ブレイブビーツ（神谷舞人、岡野まどか）

2016年
- おじゃる丸（女子高生）

2017年
- SUPER LOVERS 2（紀里の母）

2018年
- パズドラ（おばちゃん）

### 劇場アニメ
- 映画ドラえもん 新・のび太の大魔境 〜ペコと5人の探検隊〜 （2014年、ドール）
- 映画 プリキュアオールスターズNewStage3 永遠のともだち（2014年、女の子）
- 映画 ハピネスチャージプリキュア! 人形の国のバレリーナ（2014年、人形）
- 映画ドラえもん のび太の宇宙小戦争 2021（2022年、メンバー）

### OVA
- 史上最強の弟子ケンイチ（2014年、ワルキューレ）※単行本第55巻OVA付き特装版

### ゲーム
2008年
- LORD of VERMILION（アフロディーテ、ストリガ）

2010年
- ファイナルファンタジーXIV（ヒューラン・タイプ3）
- リネージュ2（アナキム、クラウディア夫人）

2013年
- 幻獣姫（ベロボーグ）

2015年
- ファイアーエムブレムif（カザハナ、ロンタオ）
- ブレイブソード×ブレイズソウル

2016年
- 逆転裁判6
- 式神物語〜中二病JK、世界を救う〜（雨乞い小僧）

2017年
- ファイアーエムブレム ヒーローズ（2017年 - 2024年、カザハナ、プラハ）

### ドラマCD
- only you，only（木元）
- 3軒隣の遠い人（岸本光也（小学生時代）、光也の彼女）
- できちゃった男子（えり、みう）
- 無邪気の楽園（佐々木奈子）※「ヤングアニマル嵐」2013年8号付録CD・コミックス第4巻限定版付属CD[12]
- リンゴに蜂蜜（夏樹〈子供の頃〉）

### 吹き替え

#### 映画
- グレッグのダメ日記（パティ・ファレル）
- ラブリーボーン

#### ドラマ
- 花ざかりの君たちへ〜花様少年少女〜（神楽坂教美）

#### テレビ番組
- ヴィクトリア流 犬のしつけ教室

#### アニメ
- ターミネーター サルベーション ザ マシニマ シリーズ（地下の女）

### テレビドラマ
- NHK連続テレビ小説「あまちゃん」 第97回（アナウンサー）※声のみ

### ナレーション

#### テレビ番組
- サンキュ!style（スカイパーフェクTV（ベネッセチャンネル））
- 収納&インテリア（スカイパーフェクTV（ベネッセチャンネル））
- ダイレクトテレショップ
- どうぶつX–ファイル〜知っておきたい10の動物〜（スカイパーフェクTV（アニマルプラネット））
- ザ・ベストハウス123（フジテレビ）
- ワンポイント英会話（スカイパーフェクTV（ベネッセチャンネル））
- ワンポイント韓国語（スカイパーフェクTV（ベネッセチャンネル））
- ワンポイント中国語（スカイパーフェクTV（ベネッセチャンネル））

#### テレビCM
- あさひ美容外科
- J:COM
- 文京学院大学
- マツモトキヨシ アクティブサマーキャンペーン
- 山野学苑
- レオネット
- レオネットブック

#### ラジオCM
- 俺の妹がこんなに可愛いわけがない 第4巻（電撃文庫）
- ハマボール イアス

#### DVDナレーション
- 俺の妹がこんなに可愛いわけがない ポータブル How to 妹ーーーク DVD
- TOKYO体操 体験版
- まとめ髪 ラブリースタイル50

### 舞台
- 俳協プロジェクトH『白馬2700』（野母崎つぶら）
- 俳協プロジェクトH『A Secret Society 〜10年後の思い出〜』（かおり）
- TAFプロデュース『幕末疾風伝MIBURO〜壬生狼〜』（2024年7月12日 - 15日、あうるすぽっと）[13]

### その他コンテンツ
- プラネタリウム☆クエスト2 〜トライアングルスターの謎をとけ!〜≪ユートリヤ・スターガーデン≫（ふたご座B）